# Lijst van beelden in Olst-Wijhe
Dit is een (onvolledige) chronologische lijst van beelden in Olst-Wijhe. Onder een beeld wordt hier verstaan elk driedimensionaal kunstwerk in de openbare ruimte van de Nederlandse gemeente Olst-Wijhe, waarbij beeld wordt gebruikt als verzamelbegrip voor sculpturen, standbeelden, installaties, gedenktekens en overige beeldhouwwerken.
| Geplaatst             | Omschrijving                                                                                         | Kunstenaar                                       | Straat                                           | Plaats   | Materiaal                   | Afbeelding |
| --------------------- | --- | ------------------------------------------------ | ------------------------------------------------ | -------- | --------------------------- | ---------- |
| 1393 jaartal op kruis | Veldkruis opschrift: bid voor Johan Luedens                                                          |                                                  | Boxbergerweg                                     | Eikelhof | natuursteen                 |            |
| 1875                  | Bermmonument ter herinnering aan het verongelukken van jonkheer E. Teding van Berkhout op 5 mei 1875 |                                                  | Molenweg ter hoogte van boerderij De Zoogenbrink | Olst     | natuursteen                 |            |
| 1932                  | Beeld ter gelegenheid van het honderdjarig bestaan van Olba                                          |                                                  | A. Geertsstraat                                  | Olst     | beton                       |            |
| 1940                  | Heilig Hartbeeld                                                                                     | Johannes Petrus Maas                             | Boerhaar bij de r.-k. Willibrorduskerk           | Boerhaar |                             |            |
| 1988                  | Neerslager baksteenvormer                                                                            | Theo Schreurs                                    | Rijksstraatweg                                   | Den Nul  | brons                       |            |
| 1989                  | Peinzend figuur                                                                                      | Bert Nijenhuis                                   | Koningin Wilhelminastraat                        | Olst     | brons                       |            |
| 1991                  | Vorm en geest                                                                                        | Pieter d' Hont                                   | Kornet van Limburg Stirumstraat                  | Olst     | brons                       |            |
| 1991                  | Baken van Overijssel                                                                                 | Lolke van der Bij                                | Veerweg                                          | Olst     | roestvast staal             |            |
| 1993                  | Het winkelende vrouwtje                                                                              | Theo Schreurs                                    | A. Geertsstraat                                  | Olst     | brons                       |            |
| 1997                  | Willy Dobbeplantsoen installatie                                                                     | Wim T. Schippers (idee) Jaap de Groote (ontwerp) | Willy Dobbeplantoen postcode 8121                | Olst     | diverse                     |            |
| 1999                  | Boodschappen                                                                                         | Gerard Brouwer                                   | Achterhoekstraat tegenover Brouwershof           | Wesepe   | brons                       |            |
| 1999                  | Rondedans                                                                                            | Jaap van Meeuwen                                 | Scholtensweg op schoolplein                      | Wesepe   | brons                       |            |
| 2001                  | Herdenking MKZ-crisis                                                                                |                                                  | IJsseldijk                                       | Welsum   |                             |            |
| 2005                  | Kunstwerk met verlichting in het glasgedeelte                                                        | Harry Ravers (Inankira)                          | Maasstraat                                       | Wijhe    | natuursteen, glas en metaal |            |
| 2007                  | Ga'k, Ga'k nie!                                                                                      | Dedden & Keizer (Space Cowboys)                  | J.Scharmhartstraat                               | Olst     | kunststof                   |            |
| 2011                  | Dubbele helix                                                                                        | Nicolas Dings                                    | Raadhuisplein                                    | Wijhe    | roestvast staal             |            |
|                       | Welsummer kippen                                                                                     | Theo Schreurs                                    | Kerklaan                                         | Welsum   |                             |            |